# 오시로 게이
오시로 게이(일본어: 大城 蛍, 2000년 9월 16일~)는 일본의 축구 선수이다.

## 구단 경력
그는 2019년 J1리그의 우라와 레즈에 입단했다. 2020년부터 2021년까지 J3리그의 가이나레 돗토리와 YSCC 요코하마에서 뛰었다. 2022년 에히메 FC로 이적했다. 2023년까지 35경기에 출전. 2024년 가이나레 돗토리로 이적했다.